# Liste der Spieler von Galatasaray Istanbul (1905–1959)
Diese Liste enthält die Namen der Fußballspieler, die in der Zeit von 1905 bis 1959 (zuletzt in der Profesyonel Küme) für Galatasaray Istanbul zum Einsatz kamen. Auf die Spaltenpaare bezüglich der Statistik wird generell verzichtet, da sich diese nicht, nicht zweifelsfrei oder nur unvollständig recherchieren lässt.
Zu den Fußballspielern ab dem 21. Februar 1959: siehe Liste der Spieler von Galatasaray Istanbul
- Spieler: Name des Spielers (Vorname, Nachname)
- Nat.: Nationalität des Spielers anhand von Staatsflaggen.
- von: Erstes Jahr der Zugehörigkeit zum Mannschaftskader
00in chronologischer Reihung, bei gleichem Beginn nach chronologischer Reihung das letzte Jahr der Zugehörigkeit betreffend,
00wenn darin gleich, in alphabetischer Reihung
- bis: Letztes Jahr der Zugehörigkeit zum Mannschaftskader.

Fußballspieler die von 1905 bis 1959 für Galatasaray Istanbul zum Einsatz kamen.
| Spieler                   | Nat.      | von  | bis  |
| ------------------------- | --------- | ---- | ---- |
| Şemsi Abdi                | Türke     | 1933 | 1935 |
| Javalı Abdülmuttalip      | Indonese  | 1906 |      |
| Vedat Abut                | Türke     | 1926 | 1930 |
| İsfendiyar Açıksöz        | Türke     | 1946 | 1960 |
| Ertan Adatepe             | Türke     | 1958 | 1960 |
| Yüksel Alkan              | Türke     | 1955 | 1960 |
| Rıfat Alper               | Türke     | 1929 | 1930 |
| Doğan Akagündüz           | Türke     | 1933 | 1934 |
| Lütfü Aksoy               | Türke     | 1933 | 1940 |
| Cafer Akyaz               | Türke     | 1934 | 1935 |
| Şadi Şadli Alioğlu        | Türke     | 1925 | 1929 |
| Salahattin Almay          | Türke     | 1938 | 1942 |
| Rıfat Alper               | Türke     | 1928 | 1930 |
| Kamil Altan               | Türke     | 1952 | 1957 |
| Osman Alyanak             | Türke     | 1932 | 1939 |
| Samim Ankara              | Türke     | 1949 | 1951 |
| Mazhar Arat               | Türke     | 1905 | 1907 |
| Horace Armitage           | Brite     | 1908 | 1910 |
| Enver Arslanalp           | Türke     | 1939 | 1945 |
| Varujan Arslanyan         | Türke     | 1949 | 1950 |
| Bekir Arun                | Türke     | 1934 | 1936 |
| Nuri Asan                 | Türke     | 1958 | 1964 |
| Burhan Atak               | Türke     | 1926 | 1934 |
| Rasim Atala               | Türke     | 1926 | 1934 |
| Suavi Atasagun            | Türke     | 1932 | 1938 |
| Ünal Atay                 | Türke     | 1956 | 1959 |
| Fehmi Ateş                | Türke     | 1922 | 1923 |
| Erdoğan Atlıoğlu          | Türke     | 1944 | 1950 |
| Eşfak Aykaç               | Türke     | 1935 | 1945 |
| Kadri Aytaç               | Türke     | 1953 | 1968 |
| Tevfik Baha               | Türke     | 1932 | 1934 |
| Yusuf Bahadır             | Türke     | 1935 | 1940 |
| Milija Bakić              | Türke     | 1906 | 1910 |
| Garbis Baklaoğlu          | Türke     | 1949 | 1951 |
| Dursun Ali Baran          | Türke     | 1958 | 1961 |
| Faruk Barlas              | Türke     | 1933 | 1947 |
| Şakir Baruer              | Türke     | 1925 | 1933 |
| Özcan Başaran             | Türke     | 1947 | 1953 |
| Mete Basmacı              | Türke     | 1958 | 1962 |
| Suphi Batur               | Türke     | 1926 | 1933 |
| Fahir Bekdik              | Türke     | 1933 | 1936 |
| Nihat Bekdik              | Türke     | 1922 | 1936 |
| Ali Beratlıgil            | Türke     | 1951 | 1958 |
| Candemir Berkman          | Türke     | 1957 | 1968 |
| Abdüş Bey                 | Türke     | 1926 | 1927 |
| Ahmet Cevat Bey           | Türke     | 1912 | 1923 |
| Arap Hüsnü Bey            | Türke     | 1922 | 1923 |
| Asım Bey                  | Türke     | 1928 | 1933 |
| Celal İbrahim Bey         | Türke     | 1906 | 1913 |
| Emin Bey                  | Türke     | 1926 | 1927 |
| Enis Bey                  | Türke     | 1933 | 1934 |
| Fethi Bey                 | Türke     | 1932 | 1936 |
| Hasan Basri Bey           | Türke     | 1906 | 1911 |
| İbrahim Bey               | Türke     | 1928 | 1930 |
| İdris Bey                 | Türke     | 1908 | 1911 |
| Mehmet Sadi Bey           | Türke     | 1918 | 1920 |
| Muhtar Bey                | Türke     | 1926 | 1928 |
| Mustafa Bey               | Türke     | 1909 | 1910 |
| Neşet Bey                 | Türke     | 1910 | 1913 |
| Saim Bey                  | Türke     | 1918 | 1920 |
| Adnan Bindal              | Türke     | 1933 | 1936 |
| Bekir Sıtkı Bircan        | Türke     | 1906 | 1913 |
| Haşim Birkan              | Türke     | 1935 | 1938 |
| Boduri                    | Türke     | 1938 | 1941 |
| Todor Bojkoff             | Bulgare   | 1909 | 1911 |
| Salahattin Buda           | Türke     | 1933 | 1938 |
| Şevket Bulat              | Türke     | 1936 | 1937 |
| Cemal Bulgurcuoğlu        | Türke     | 1952 | 1954 |
| Halil Burnaz              | Türke     | 1940 | 1943 |
| Şefik Çakan               | Türke     | 1937 | 1938 |
| Muammer Çakınay           | Türke     | 1928 | 1931 |
| Orhan Canpolat            | Türke     | 1942 | 1949 |
| Tayyar Cavcav             | Türke     | 1953 | 1956 |
| Salim Cavunt              | Türke     | 1945 | 1959 |
| Necdet Cici               | Türke     | 1928 | 1941 |
| Sedat Cömert              | Türke     | 1954 | 1955 |
| Kadri Dağ                 | Türke     | 1933 | 1936 |
| Hüseyin Dalaklı           | Türke     | 1916 | 1918 |
| Edmond Danon              | Türke     | 1949 | 1950 |
| Abidin Daver              | Türke     | 1905 |      |
| Bülent Davran             | Türke     | 1932 | 1937 |
| Hikmet Demir              | Türke     | 1949 | 1951 |
| Salahattin Doğan          | Türke     | 1922 | 1923 |
| Hikmet Ebcim              | Türke     | 1941 | 1945 |
| Turgan Ece                | Türke     | 1944 | 1946 |
| Hilmi Ecer                | Türke     | 1946 | 1950 |
| Hüseyin Eden              | Türke     | 1912 | 1920 |
| Bülent Ediz               | Türke     | 1935 | 1941 |
| Zeki Egeli                | Türke     | 1945 | 1947 |
| Münevver Epirden          | Türke     | 1934 | 1935 |
| Bülent Eralp              | Türke     | 1952 | 1953 |
| Ergun Ercins              | Türke     | 1954 | 1965 |
| Necmi Erdoğdu             | Türke     | 1944 | 1955 |
| Reşat Erkal               | Türke     | 1935 | 1938 |
| Cemil Erlertürk           | Türke     | 1938 | 1952 |
| Necip Şahin Erson         | Türke     | 1918 | 1924 |
| Rober Eryol               | Türke     | 1947 | 1957 |
| Bülent Eken               | Türke     | 1942 | 1957 |
| Reha Eken                 | Türke     | 1944 | 1954 |
| Necdet Erdem              | Türke     | 1946 | 1948 |
| Mithat Ertuğ              | Türke     | 1924 | 1933 |
| Halis Etçi                | Türke     | 1946 | 1949 |
| Bedii Etingü              | Türke     | 1938 | 1940 |
| Mustafa Faruk             | Türke     | 1932 | 1933 |
| Kemal Faruki              | Türke     | 1922 | 1934 |
| Hasnun Galip              | Türke     | 1912 | 1913 |
| Ali Gençay                | Türke     | 1922 | 1925 |
| Sabri Gençay              | Türke     | 1938 | 1944 |
| Mustafa Gençsoy           | Türke     | 1940 | 1946 |
| Georg                     | Deutscher | 1918 | 1919 |
| Mehmet Nazif Gerçin       | Türke     | 1924 | 1929 |
| Adil Giray                | Türke     | 1919 | 1920 |
| Helmut Glowacz            | Deutscher | 1918 | 1919 |
| Fazıl Göknar              | Türke     | 1946 | 1952 |
| Hayri Gönen               | Türke     | 1922 | 1926 |
| Süreyya Görkey            | Türke     | 1948 | 1949 |
| Hüseyin Güler             | Türke     | 1952 | 1953 |
| Şükrü Gülesin             | Türke     | 1953 | 1955 |
| Mehmet Ali Gültekin       | Türke     | 1940 | 1948 |
| Gültekin Gürel            | Türke     | 1949 | 1950 |
| Nubar Hamamcıyan          | Türke     | 1936 | 1939 |
| Hızır Hantal              | Türke     | 1933 | 1941 |
| Sacıt Haydar              | Türke     | 1928 | 1929 |
| Finlandiyalı Hayrullah    | Türke     | 1935 | 1937 |
| Highton                   | Brite     | 1909 | 1911 |
| Aleksandır Holyafkin      | Türke     | 1947 | 1948 |
| Hüseyin Hüsnü             | Türke     | 1905 |      |
| Osman İncili              | Türke     | 1938 | 1949 |
| Adnan İncirmen            | Türke     | 1937 | 1949 |
| Firuz İrfan               | Türke     | 1923 | 1924 |
| Ziya İhsan İsban          | Türke     | 1929 | 1930 |
| Ercüment Işıl             | Türke     | 1926 | 1931 |
| İlhan Selçuk İstinyeli    | Türke     | 1946 | 1950 |
| İsmet Kalaoğlu            | Türke     | 1944 | 1947 |
| Kemal Rıfat Kalpakçıoğlu  | Türke     | 1919 | 1927 |
| Refik Cevdet Kalpakçıoğlu | Türke     | 1905 |      |
| Müfit Kalyoncu            | Türke     | 1951 | 1952 |
| Koçis Kandidis            | Türke     | 1946 | 1950 |
| Kemal Kanguro             | Türke     | 1918 | 1920 |
| Ekrem Kapman              | Türke     | 1936 | 1939 |
| Ruhi Karaduman            | Türke     | 1949 | 1950 |
| Ahmet Karlıklı            | Türke     | 1957 | 1965 |
| Sadi Karsan               | Türke     | 1918 | 1920 |
| Saim Kaur                 | Türke     | 1940 | 1945 |
| Kemal Nejat Kavur         | Türke     | 1919 | 1924 |
| Fuad Hüsnü Kayacan        | Türke     | 1908 | 1911 |
| Nazım Kayar               | Türke     | 1945 | 1946 |
| Günay Kayarlar            | Türke     | 1955 | 1956 |
| Mahmut Kefeli             | Türke     | 1942 | 1948 |
| Celal Kibarer             | Türke     | 1937 | 1947 |
| Gündüz Kılıç              | Türke     | 1934 | 1953 |
| Metin Kınay               | Türke     | 1956 | 1957 |
| Doğan Koloğlu             | Türke     | 1946 | 1954 |
| Fazıl Köprülü             | Türke     | 1919 | 1920 |
| Rıza Köprülü              | Türke     | 1932 | 1939 |
| Metin Küçükmümin          | Türke     | 1952 | 1953 |
| Avni Kurgan               | Türke     | 1929 | 1940 |
| İsmail Kurt               | Türke     | 1956 | 1960 |
| Sadi Kurt                 | Türke     | 1919 | 1920 |
| Mehmet Leblebi            | Türke     | 1922 | 1936 |
| Sarafim Madenli           | Türke     | 1938 | 1945 |
| Sabri Mahir               | Türke     | 1908 | 1910 |
| Suat Mamat                | Türke     | 1952 | 1963 |
| Reinhard Mayer            | Deutscher | 1918 | 1919 |
| Zühtü Merter              | Türke     | 1958 | 1960 |
| Rasih Minkari             | Türke     | 1932 | 1946 |
| Necdet Mizanoğlu          | Türke     | 1953 | 1954 |
| Boris Nikolof             | Bulgare   | 1905 | 1907 |
| Emil Oberle               | Deutscher | 1912 | 1918 |
| Joseph Oberle             | Deutscher | 1912 | 1918 |
| Sacit Öğet                | Türke     | 1935 | 1939 |
| Hilmi Ok                  | Türke     | 1953 | 1954 |
| Güngör Okay               | Türke     | 1955 | 1957 |
| Vahyi Oktay               | Türke     | 1926 | 1933 |
| Metin Oktay               | Türke     | 1955 | 1970 |
| Hakkı Olaç                | Türke     | 1940 | 1941 |
| Necdet Olcay              | Türke     | 1932 | 1936 |
| Barbaros Olcayto          | Türke     | 1940 | 1943 |
| Gazanfer Olcayto          | Türke     | 1944 | 1948 |
| Kamuran Olcayto           | Türke     | 1932 | 1933 |
| Recep Öngör               | Türke     | 1950 | 1952 |
| Kemal Öngü                | Türke     | 1941 | 1944 |
| Nüzhet Öniş               | Türke     | 1922 | 1924 |
| Yusuf Ziya Öniş           | Türke     | 1918 | 1920 |
| Edip Osssa                | Türke     | 1922 | 1924 |
| Kadri Özaral              | Türke     | 1949 | 1950 |
| Coşkun Özarı              | Türke     | 1948 | 1960 |
| Enver Özdemir             | Türke     | 1955 | 1958 |
| Kerim Özdor               | Türke     | 1923 | 1928 |
| Hikmet Öziş               | Türke     | 1950 | 1954 |
| Talat Özışık              | Türke     | 1940 | 1941 |
| Fazıl Özkaptan            | Türke     | 1937 | 1938 |
| Naci Özkaya               | Türke     | 1947 | 1953 |
| Ahmet Özmete              | Türke     | 1951 | 1952 |
| Cengiz Özyalçın           | Türke     | 1958 | 1960 |
| Safa Özyurt               | Türke     | 1935 | 1936 |
| Fazıl Peker               | Türke     | 1938 | 1939 |
| Mustafa Pekin             | Türke     | 1937 | 1938 |
| Muslih Peykoğlu           | Türke     | 1926 | 1934 |
| Adnan İbrahim Piroğlu     | Türke     | 1908 | 1909 |
| Murat Poyraz              | Türke     | 1938 | 1939 |
| Rowland Rees              | Brite     | 1909 | 1911 |
| Müçteba Remzi             | Türke     | 1930 | 1931 |
| Ahmet Robenson            | Türke     | 1906 | 1913 |
| Hüseyin Şakir             | Türke     | 1929 | 1938 |
| Nino Sarrafyan            | Türke     | 1939 | 1941 |
| Salim Şatıroğlu           | Türke     | 1932 | 1949 |
| Celal Şefik               | Türke     | 1929 | 1933 |
| Kemal Şefik               | Türke     | 1928 | 1933 |
| Halil Şenal               | Türke     | 1949 | 1950 |
| Necdet Şentürk            | Türke     | 1953 | 1956 |
| Emin Bülent Serdaroğlu    | Türke     | 1906 | 1913 |
| Turgay Şeren              | Türke     | 1949 | 1967 |
| Arif Sevinç               | Türke     | 1940 | 1948 |
| Musa Sezer                | Türke     | 1949 | 1951 |
| Namık Sınmaz              | Türke     | 1944 | 1947 |
| Reşat Şirvanizade         | Türke     | 1905 |      |
| Asım Tevfik Sonumut       | Türke     | 1905 |      |
| Mustafa Soyak             | Türke     | 1949 | 1950 |
| Ali Soydan                | Türke     | 1951 | 1957 |
| Arif Soydan               | Türke     | 1922 | 1923 |
| Faik Soydaner             | Türke     | 1951 | 1952 |
| Steryo                    | Bulgare   | 1909 | 1911 |
| Mehmet Ali Tamay          | Türke     | 1905 | 1911 |
| Refik Tarman              | Türke     | 1936 | 1937 |
| Saim Tayşengil            | Türke     | 1955 | 1960 |
| Süleyman Tekil            | Türke     | 1936 | 1941 |
| Muzaffer Tokaç            | Türke     | 1942 | 1955 |
| Hikmet Topuz              | Türke     | 1918 | 1919 |
| Muzaffer Tuğ              | Türke     | 1932 | 1934 |
| Osman Tuğaltay            | Türke     | 1953 | 1954 |
| Korhan Tugay              | Türke     | 1946 | 1947 |
| Muhtar Tunçaltan          | Türke     | 1947 | 1954 |
| Şahap Turgan              | Türke     | 1942 | 1946 |
| İbrahim Tusder            | Türke     | 1932 | 1936 |
| Karl Tzöllner             | Deutscher | 1918 | 1919 |
| İsmet Uluğ                | Türke     | 1918 | 1919 |
| Necmi Ungan               | Türke     | 1937 | 1938 |
| İstepan Variyant          | Türke     | 1949 | 1950 |
| Bülent Varol              | Türke     | 1950 | 1951 |
| Hidayet Volga             | Türke     | 1951 | 1952 |
| Danyal Vuran              | Türke     | 1932 | 1939 |
| Latif Yalınlı             | Türke     | 1927 | 1933 |
| Ahmet Yavaşoğlu           | Türke     | 1945 | 1946 |
| Muhsin Yeğen              | Türke     | 1912 | 1913 |
| Ali Sami Yen              | Türke     | 1905 | 1911 |
| Ulvi Yenal                | Türke     | 1925 | 1933 |
| Mehmet Yılmaz             | Türke     | 1937 | 1939 |
| İsmail Yönder             | Türke     | 1940 | 1946 |
| Hicri Yüce                | Türke     | 1935 | 1938 |
| Sedat Ziya                | Türke     | 1919 | 1920 |
| İlyas Zorlu               | Türke     | 1943 | 1944 |